# ティボール・ナギー
ティボール・ナギー（ティボル・ナジ、Tibor Nagy、男性、1974年5月11日 - ）は、ハンガリーのキックボクサー。身長181cm、体重100kg。

## 来歴
2004年のK-1スカンジナビア大会ではアレクセイ・イグナショフの代理出場であったが、強豪マーティン・ホルムに敗れるも健闘した。